# Quận Montgomery, Texas
Quận Montgomery (tiếng Anh: Montgomery County) là một quận trong tiểu bang Texas, Hoa Kỳ. Quận lỵ đóng ở thành phố Conroe. Theo kết quả điều tra dân số năm  2000 của Cục điều tra dân số Hoa Kỳ, quận có dân số 293.768 người. Quận được đặt tên theo thành phố Montgomery, Texas.

## Thông tin nhân khẩu
Theo điều tra dân số 2 năm 2000, quận này đã có dân số 293.768 người, 103.296 hộ gia đình, và 80.157 gia đình sống trong quận. Mật độ dân số là 281 người trên một dặm vuông (109/km ²). Đã có 112.770 đơn vị nhà ở với mật độ trung bình là 108 dặm vuông (42/km ²). Cơ cấu dân tộc tại quận gồm 88,25% người da trắng, 3,49% da đen hay người Mỹ gốc Phi, 0,47% người Mỹ bản xứ, 1,11% người châu Á, Thái Bình Dương 0,03%, 4,86% từ các chủng tộc khác, và 1,79% từ hai hoặc nhiều chủng tộc. 12,65% dân số là người Hispanic hay Latino thuộc chủng tộc nào.
Đã có 103.296 hộ, trong đó 40,60% có trẻ em dưới 18 tuổi sống chung với họ, 64,20% là các cặp vợ chồng sống với nhau, 9,50% có chủ hộ là nữ không có mặt chồng, và 22,40% là không lập gia đình. 18,30% của tất cả các hộ gia đình đã được tạo thành từ các cá nhân và 6,20% có người sống một mình 65 tuổi trở lên đã được người. Bình quân mỗi hộ là 2,83 và cỡ gia đình trung bình là 3,21.
Trong quận, cơ cấu dân số với 29,50% ở độ tuổi dưới 18, 8,00% 18-24, 30,60% 25-44, 23,10% 45-64, và 8,70% người 65 tuổi trở lên. Tuổi trung bình là 34 năm. Cứ mỗi 100 nữ có 98,40 nam giới. Cứ mỗi 100 nữ 18 tuổi trở lên, đã có 95,40 nam giới.
Thu nhập trung bình cho một hộ gia đình trong quận đã được 50.864 USD, và thu nhập trung bình cho một gia đình là $ 58.983. Nam giới có thu nhập trung bình $ 42.400 so với 28.270 Mỹ kim cho phái nữ. Thu nhập trên đầu cho các quận được $ 24.544. Giới 7,10% gia đình và 9,40% dân số sống dưới mức nghèo khổ, trong đó có 10,90% những người dưới 18 tuổi và 10,10% có độ tuổi từ 65 trở lên.